# Gröditz
Gröditz är en stad i Landkreis Meissen i förbundslandet Sachsen i Tyskland. Staden har cirka 7 000 invånare.
Den tidigare kommunen Nauwalde uppgick i Gröditz den 1 januari 2013.